# Acacia fimbriata
Acacia fimbriata är en ärtväxtart som beskrevs av George Don jr. Acacia fimbriata ingår i släktet akacior, och familjen ärtväxter. Inga underarter finns listade i Catalogue of Life.

## Bildgalleri

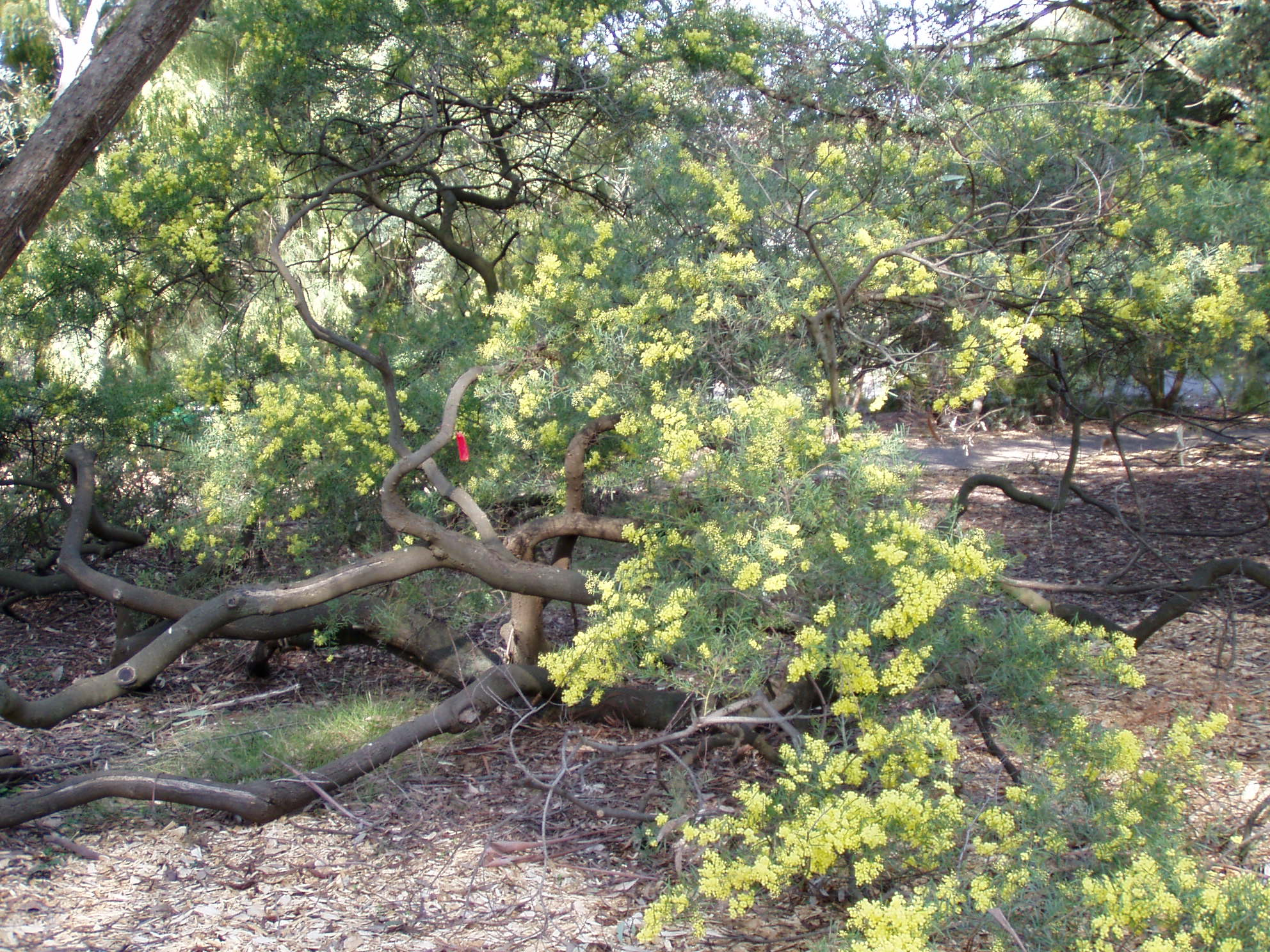
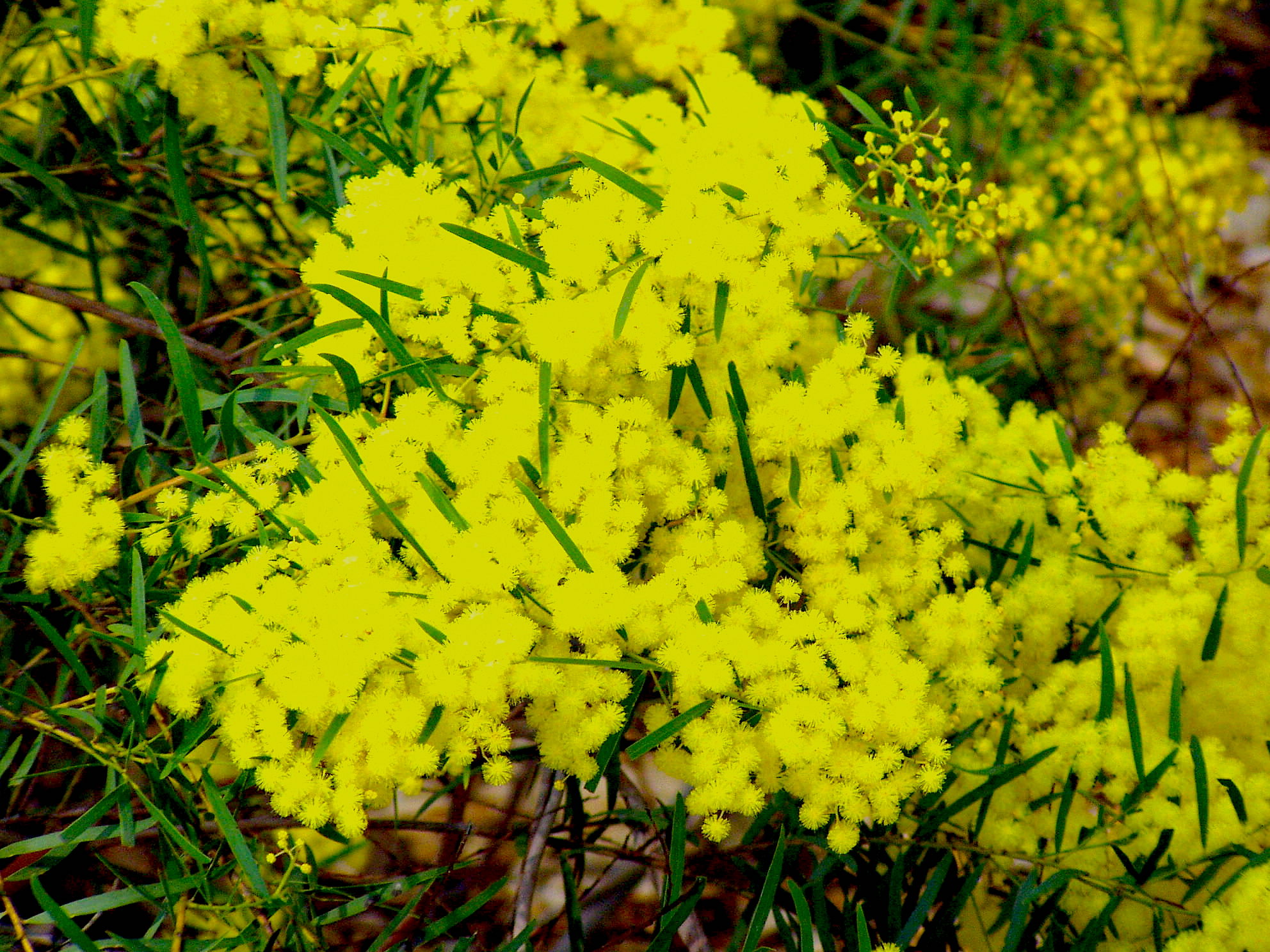
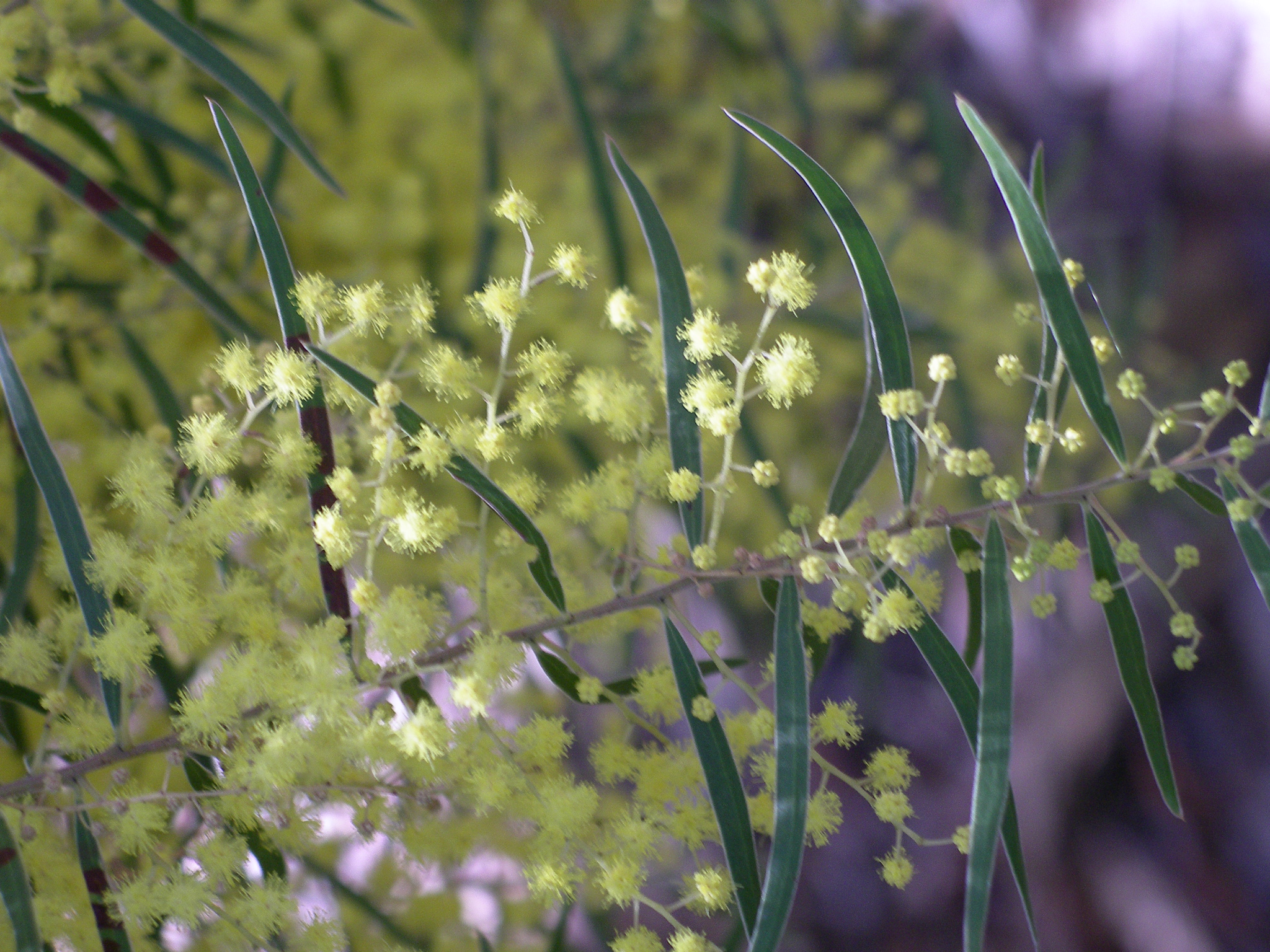
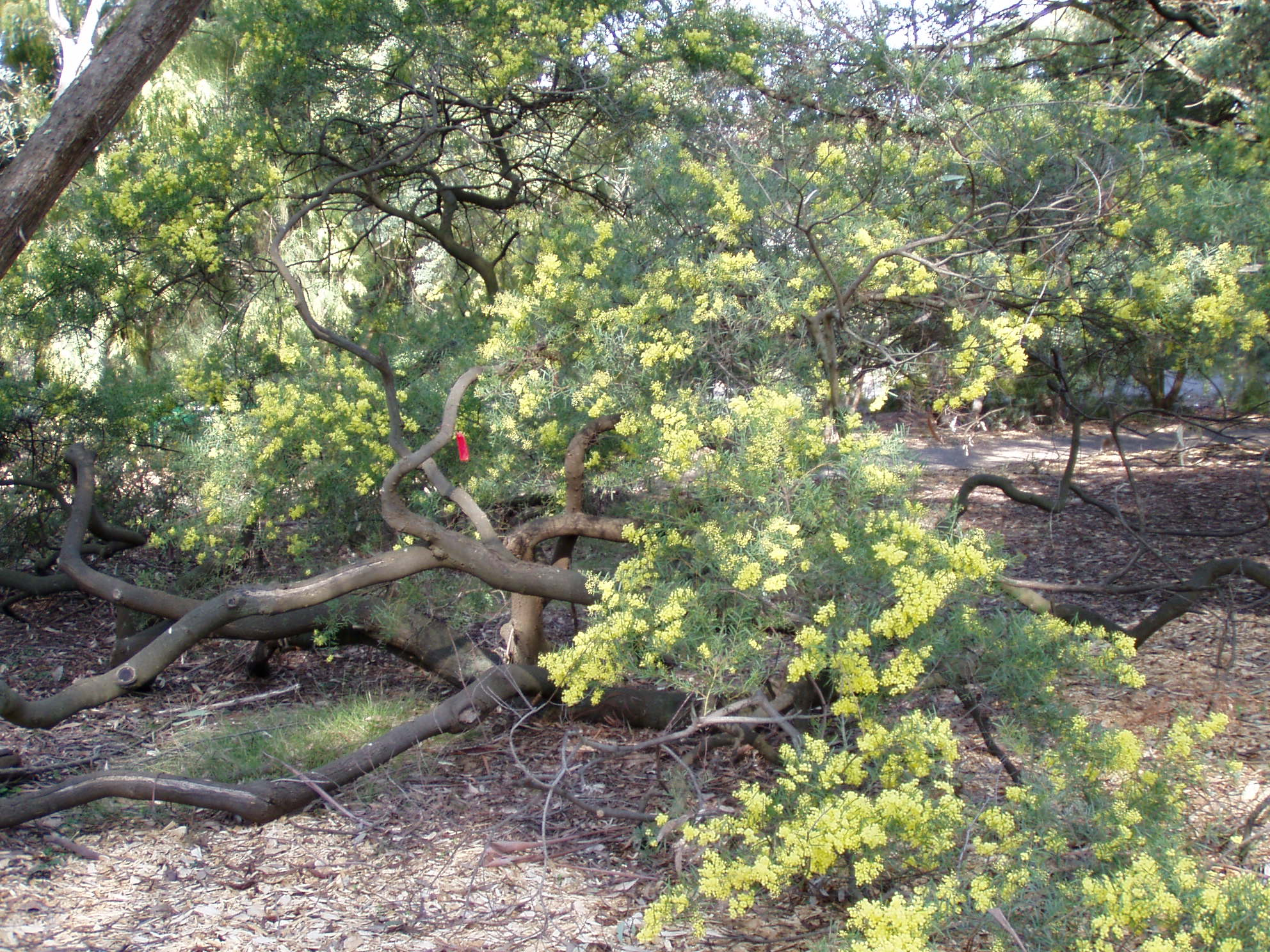
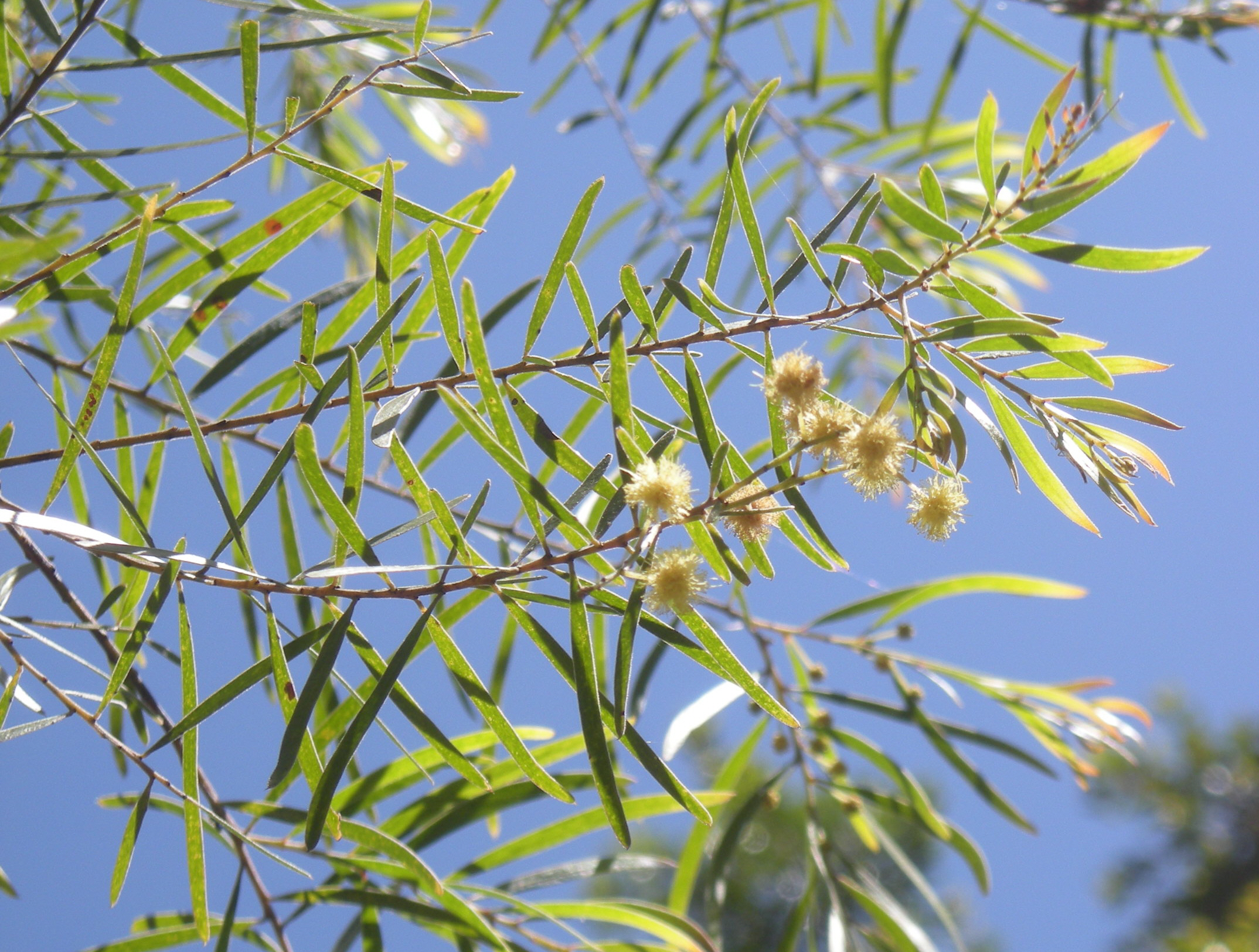